# Lamine Touré (judoka)
Pour les articles homonymes, voir Lamine Touré et Touré.
Lamine Touré est un judoka malien mort le 6 septembre 2015. 

## Carrière
Aux Jeux africains de 1965 à Brazzaville, Lamine Touré est médaillé d'or dans la catégorie des moins de 78 kg. Il participe cette année-là aux Championnats du monde à Rio de Janeiro dans la catégorie des moins de 68 kg.